# Milan Matulović
Milan Matulović est un joueur d'échecs yougoslave né le 10 juin 1935 à Belgrade et mort dans cette ville le 9 octobre 2013 . Champion de Yougoslavie en 1965 et 1967, il reçut le titre de grand maître international  en 1965.

## Champion de Yougoslavie (1965)
En 1958, Milan Matulović disputa un match d'entraînement contre Bobby Fischer qui préparait le tournoi interzonal de Portoroz. Matulovic reçut le titre de  maître international (MI) en 1961 et celui de grand maître international (GMI) en 1965.
Matulović est considéré comme un des trois meilleurs joueurs yougoslaves des années 1960 et 1970 avec Svetozar Gligoric et Borislav Ivkov. 
Il remporta le  championnat de Yougoslavie en 1965 et 1967.

## Compétitions par équipe
Matulovic participa à  cinq olympiades d'échecs de 1964 à 1972. Pendant les olympiades, il disputa 78 parties : +46 –4 =28 (76 %), reçut une médaille d'or individuelle (en 1964) et deux médailles d'argent individuelles (en 1966 et 1970), deux médailles d'argent par équipe et deux médailles de bronze par équipe. Il joua au troisième échiquier de son équipe en 1970, au quatrième échiquier en 1968, fut premier remplaçant en 1966 et 1972 et deuxième remplaçant en 1964.
Il représenta son pays à quatre championnats d'Europe par équipe (de 1961 à 1973) avec un score de 17 / 32 (+10 -8 =14).
En 1970, Milan Matulović fut sélectionné pour disputer le match URSS - Reste du monde. Au huitième échiquier, il affronta l'ancien champion du monde Mikhaïl Botvinnik et perdit le match 1,5 à 2,5 (+0 -1 =3).

## Tournois internationaux

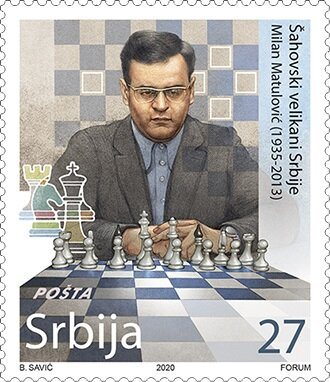
Timbre postal de la poste serbe représentant Milan Matulović.

Dans les tournois internationaux, son principal succès fut une première place au tournoi de Skopje 1969, ex æquo avec Gligoric, Ivkov et Polougaïevski, devant l'ancien champion du monde Mikhaïl Botvinnik et Efim Geller. Il remporta également les tournois de
- Netanya 1961,
- Vršac 1964,
- Novi Sad 1965,
- Belgrade 1965, 1969 et 1977,
- le tournoi d'échecs de Reggio Emilia en 1967-1968,
- Athènes 1969 (tournoi zonal),
- Sarajevo 1971,
- Birmingham 1975,
- Bajmok 1975 et  1978,
- Majdanpek 1976,
- Vrbas 1976,
- Odzaci 1978,
- Osijek 1980,
- Borovo (Croatie) 1980,
- Helsinki 1981,
- Vrnjacka Banja 1985 et 1990.

## Tournois interzonaux
Matulović disputa deux tournois interzonaux. Il finit neuvième à l'interzonal de Sousse en 1967 et 18e-19e à l'interzonal de Palma (Majorque) en 1970.

## Style
Dans le domaine des ouvertures, Milan Matulovic était un expert du gambit Morra.